# Escut antic de Durro
Antic escut municipal de Durro, a l'Alta Ribagorça. Perdé vigència el 1965, amb la incorporació d'aquest antic terme municipal en el nou de Vall de Boí.

## Descripció heràldica
D'atzur, un lleó de gules ribetejat d'or.
En heràldica catalana, no cal adjectivar "rampant" quan el lleó es mostra en la seva postura habitual.